# بانک شامل
بانک شامل (انگلیسی: Shamil Bank) شرکت خدمات مالی و بانکداری بحرینی است، که در سال ۱۹۸۲ تأسیس شد و هم‌اکنون زیرمجموعه‌ای از بانک الاثمار می‌باشد.